# 최형섭
최형섭(崔亨燮, 1920년 11월 2일 ~ 2004년 5월 29일)은 대한민국의 공학자 겸 과학자이고 행정 관료 겸 정치인이자 기업가 겸 대학 교수이며 예비역 대한민국 공군 소령이다. 그의 부친은 악질 친일파 후지야마 다까모리(산청출신 최지환)이다. 닛케이 아시아상을 일본에게 받았다. 유족으로는 장남 최재철(과학기술정책연구원 연구위원)이 있다.

## 학력
- 충청남도 대전고등보통학교 졸업
- 1939.04 ~ 1944.09 일본 와세다 대학교 채광야금학과 학사
- 대한민국 국방대학교 행정학사 1기
- 1954.01 ~ 1955.08 미국 노터 데임 대학교 대학원 금속공학과 공학석사
- 1955.09 ~ 1958.07 미국 미네소타 주립대학교 대학원 화학야금공학과 공학박사

## 주요경력
- 서울대학교 교수
- 한국해사대학교 교수
- 대한국산자동차주식회사 기술고문
- 대한민국 공군본부 항공부대 정훈장교
- 대한민국 공군본부 항공수리창 창장
- 대한국산자동차주식회사 부사장
- 대한민국 상공부 광무국 국장
- 1962.04 ~ 1966.02 한국원자력연구소 소장
- 1966.02 ~ 1971.06 한국과학기술연구소 소장
- 국무위원회 국무회의 과학자문위원
- 1971.06 ~ 1978.12 대한민국 과학기술처 장관
- 한국과학기술단체총연합회 회장
- 한국과학재단 이사장
- 한국과학기술연구소 명예연구위원
- 한국과학원 원장
- 포항종합제철주식회사 고문
- UN국제연합과학기술개발자문회의 자문위원
- 국가과학기술자문회의 자문위원
- 경상북도 포항산업과학연구원 고문

## 생애 및 업적
일제 강점기 조선 경상남도 진주에서 출생하였으며 한때 경상남도 밀양과 경상북도 경주와 전라북도 전주와 황해도 해주에서 각각 잠시 유년기를 보낸 적이 있는 그는 1926년 경상남도 진주 향리에 귀향하여 이후 줄곧 경상남도 진주에서 성장하였고 1950년 한국 전쟁 당시 장극(張勀) 공학박사와 아울러 대한민국 공군 장교로 한국 전쟁에 참전을 하였는데 1950년 6월 25일에 한국 전쟁이 일어나자 그는 1950년 10월 10일을 기하여 대한민국 공군 대위 임관이 되어 대한민국 공군본부 항공부대 정훈장교 직위를 거쳐 대한민국 공군본부 항공수리창 창장으로 복무하였고 1952년 11월 20일에 공군 소령 진급하였으며 전란이 종전을 한 해였던 1953년 12월 3일 공군 소령 예편하였다.
1966년 한국 최초의 종합 연구기관인 한국과학기술연구소(KIST)가 설립되자 초대 소장으로 임명되었으며, 운영이념으로 ‘연구의 자율성’, ‘연구의 안정성’, ‘연구 환경의 조성’을 내세웠다. 해외에서 활동하던 우수한 한국인 과학기술자들을 유치해 연구소를 짧은 기간에 국내 최고의 연구기관으로 정착시켰다. 특히, 운영 체제의 설정에 있어서 ‘계약연구제도’를 도입해 '기업의 적극적인 참여와 연구자의 책임 있는 업무 수행'이라는 공업기술연구 추진의 새로운 연구개발체제를 확립했다. 이 제도로 인해 기업이 연구를 위탁할 경우 위탁연구비 전액을 면세 조치해 기업의 적극적인 참여를 이끌어 냈다. 이러한 운영 이념은 개발도상국의 기술 개발 모범 사례로 평가받았다.
1971년부터는 7년 반 동안 과학기술처 장관으로 재임했으며, 연구소와 학원이 공존하는 대덕연구 학원도시 건설을 추진했다. 과학기술처에 정보산업국을 설치하는 등 산업발전을 위한 과학기술 연구 체제를 공고히 했다. 한국과학재단의 설립에도 노력을 기울여 초대 이사장을 맡아 국가가 요청하는 연구개발 과제를 기초부터 응용, 개발연구에 이르기까지 수행하는 체제도 정립했다.
개발도상국의 과학기술개발전략을 제시하고, 개발도상국들이 과학기술개발계획을 수립하는 데에도 도움을 줬다. 1980년 일선 업무에서 퇴임한 후 UN 산하 각 기관의 요청에 따라 개발도상국의 과학기술 개발정책 및 계획에 대해 자문했으며 각종 국제회의에 초청되어 기조연설을 했을 뿐만 아니라 많은 경우 의장으로서 회의를 주재했다. 1988년에는 유엔과학기술개발기구의 자문위원으로 선출되었고, 연평균 5회 이상 개발도상국들을 방문했다. 이러한 활동을 정리해 단행본인 ‘개발도상상국의 공업기술연구’와 ‘개발도상국의 과학기술 개발 전략’을 펴냈으며, 한국인 최초로 1994년 러시아과학아카데미의 외국회원으로 선출됐다.
국민훈장 무궁화장, 제 1회 한국공학기술상 대상, 프랑스 국가공로훈장, 일본 닛케이 아시아상 등 수상, 2003년 국립서울과학관의 '과학기술인 명예의 전당'에 과학위인으로 선정되었다.

## 상훈
- 1994.05 5·16민족상
- 1996.02 국민훈장 무궁화장
- 1997.05 닛케이 아시아 국제대상(일본경제신문사)

## 참고자료
대한민국 과학기술유공자 홈페이지 